# Bălțătești
Bălțătești es una comuna ubicada en el distrito de Neamț, Rumania.

## Superficie
Posee una superficie de 34,70 kilómetros cuadrados.

## Demografía
Hasta 2021 la población era de 3565 habitantes, con una densidad de población de 102,7 habitantes por kilómetro cuadrado.